# Santos Ladrón de Cegama
Santos Ladrón de Cegama (1784, Lumbier v Navaře – 14. října 1833, Pamplona) byl španělský generál a jeden z vůdců první karlistické války.
Proslavil se ve válce proti Napoleonské Francii. Po smrti krále Ferdinanda VII. se v říjnu 1833 postavil do čela dobrovolnické karlistické armády v Navaře, jejímž cílem bylo dosazení Ferdinandova bratra Carlose na španělský trůn. Dne 11. října byl však poražen vládním vojskem v bitvě u Los Arcos. Poté byl postaven před válečný tribunál a jako vlastizrádce střelen do zad.